# 彭運洪
彭運洪，清朝湖南省桂陽直隸州人，咸豐年間反清領袖。

## 生平
咸豐元年（1851年）太平天國起義反清，彭運洪預謀響應太平天國，於咸豐二年（1852年）春季，先建元洪順，但隨後被桂陽泗州寨陳氏族人陳高飛、陳厚垂等人擒獲，與謀主李明先一起被斬。